# Peter Niehusen
Peter Niehusen (født 15. juli 1951 i Lübeck, Vesttyskland) er en tysk tidligere roer.
Ved OL 1976 i Montreal vandt Niehusen (sammen med Hans-Johann Färber, Ralph Kubail, Siegfried Fricke og styrmand Hartmut Wenzel) en bronzemedalje for Vesttyskland i disciplinen firer med styrmand. Sovjetunionen og Østtyskland vandt guld og sølv. Det var hans eneste OL-deltagelse.
Niehusen vandt desuden en VM-guldmedalje i otter i 1966 i Jugoslavien, samt to VM-bronzemedaljer i firer med styrmand i henholdsvis 1974 og 1975.

## OL-medaljer
- 1976:  Bronze i firer med styrmand